# Movimiento Falangista de España
El Movimiento Falangista de España (MFE) és un partit falangista espanyol creat el 1979 després de la integració dels Círculos José Antonio en la Falange Española de las JONS, cosa que va suposar la sortida d'aquest partit d'Antonio Jareño, el qual es va unir al Frente de Unificación Falangista de Aragón, Unidad Falangista de León i dissidents de la Falange Española Independiente per a formar el MFE. A les eleccions generals espanyoles de 1986 es van presentar dins la Coalición de Unidad Nacional.
El 8 de març de 2006, ETA va atemptar contra la seu de la MFE a Santoña (Cantàbria), localitat en la qual el MFE va tenir dos regidors entre 1999 i 2003. A les eleccions locals de 2007, el MFE va obtenir un regidor a Santoña.